# Større end-tegn
>-tegnet benyttes i matematikken til at angive, at noget er større end noget andet. Fx angiver x > 3, at x er større end tre. En variant af tegnet – ≥ – angiver, at noget er større end eller lig med noget andet.
Tegnet kan også sammen med "<"-tegnet anvendes som <parenteser>; det sker mest i symbolsk sammenhæng eller i forbindelse med citater.
| Matematik | Spire Denne artikel om matematik er en spire som bør udbygges. Du er velkommen til at hjælpe Wikipedia ved at udvide den. |